# فرنسیس اس. بارتو
فرنسیس اس. بارتو (Francis S. Bartow) (نام تولد: فرنسیس استبینز بارتو) (Francis Stebbins Bartow) (زادهٔ ۶ سپتامبر ۱۸۱۶ – درگذشتهٔ ۲۱ ژوئیه ۱۸۶۱)، وکیل مجوزدار بود که وارد عرصهٔ سیاست شد و دو دوره در مجلس نمایندگان ایالات متحدهٔ آمریکا خدمت نمود. وی رهبری سیاسی ایالات مؤتلفهٔ آمریکا را به دست گرفت. بارتو سرهنگ شبه‌نظامیان جورجیا نیز بود و در نخستین ماه‌های جنگ داخلی آمریکا بیست و یکمین پیاده‌نظام سبک اوگلتورپ را فرماندهی کرد. بارتو نمایندهٔ نخستین منطقهٔ کنگره‌ای جورجیا در مجمع جنوبی در مانتگامری، آلاباما بود که کنگرهٔ موقت مجمع را - با پیشبرد تلاش‌ها در راستای آماده‌سازی نیروهای دفاعی برای تجاوز فدرال احتمالی که در عمل اتفاق هم افتاد و تا جنگ داخلی آمریکا بین سال‌های ۱۸۶۱ تا ۱۸۶۵، به طول انجامید – افتتاح نمود.
سرهنگ بارتو در نخستین نبرد ماناساس کشته شد و نخستین فرماندهٔ تشکیلات ارتش ایالات موتلفه بود که در نبرد چشم از جهان فروبست.

## اوایل زندگی و حرفه
فرنسیس بارتو در ۶ سپتامبر ۱۸۱۶ در چاتهام کانتی، جورجیا در همسایگی مرکز بخشداری ساوانا، جورجیا (مرکز سابق ایالت جورجیا) به عنوان فرزند  تئو دوسیوس بارتو و فرنسیس لوید (استبینز) بارتو چشم به جهان گشود. او در کالج هنر و علوم فرانکلین در آتن، جورجیا (کالجی که بعدها منجر به تأسیس دانشگاه جورجیا شد) به تحصیل حقوق پرداخت. بارتو در کالج فرانکلین عضو انجمن ادبی فی کاپا بود و جان ام برین، سناتور و دادستان کل اسبق ایالات متحده آمریکا مربوط به هیئت دولت اندرو جکسون، استادی او را بر عهده داشتند. بارتو با دریافت تقدیرنامه در سال ۱۸۳۵ و در سن ۱۹ سالگی فارغ‌التحصیل شد. او کارآموز تحت تدریس خصوصی شرکت برین و لاو در دفتر حقوقی آنها در ساوانا بود. بارتو تحصیلات تکمیلی خود را در دانشکده حقوق ییل در کنتیکت به پایان رساند و در سال ۱۸۳۷ به ساوانا بازگشت. وی مدت کمی پس از بازگشت توسط دادگاه عالی برایان استخدام و در دادگاه ایالتی جورجیا پذیرفته شد. بارتو به دفتر حقوقی لاو و لاول که در سطح محلی شناخته شده بود، پیوست و یکی از شرکای آنها شد. این‌گونه دفتر حقوقی لاو، بارتو و لاول شکل گرفت و بارتو به دلیل مهارت‌هایش و مدیریت موارد دشوار جنایی، مورد توجه قرار گرفت.
بارتوی ۲۴ ساله در سال ۱۸۴۰ در پویش مربوط به ویلیام هنری هریسون که به عنوان نمایندهٔ حزب ویگ (آمریکا) کاندیدای ریاست جمهوری ایالات متحدهٔ آمریکا بود، شرکت کرد. او در سال ۱۸۴۱ حرفهٔ سیاسی خود را با دو دورهٔ متوالی خدمت در مجلس نمایندگان جورجیا و پس از یک دوره خدمت در مجلس سنای جورجیا آغاز کرد. وی در سال ۱۸۴۴ با لوئیزا گرین برین، دختر یکی از دبیران خصوصی حرفه‌ای قبلی خود به نام سناتور جان برین، ازدواج کرد. بارتو در سال ۱۸۵۶ کاندیدای کنگرهٔ ایالات متحدهٔ آمریکا شد ولی در نهایت شکست خورد. در سال بعد او به عنوان سروان بیست یکمین پیاده‌نظام سبک اوگلتورپ، گروهی شبه‌نظامی که در سال ۱۸۵۶ تشکیل شده بود، انتخاب شد. او به عنوان مربی داوطلبان که بسیاری از آنها فرزندان جوان خانواده‌های مستقر در آنجا بودند، خدمت کرد.
هنگامی که مشاجرات ملی بر سر برده‌داری شدت گرفت، بارتو نگران سرنوشت جورجیا در صورت وقوع جنگ بود. در سال ۱۸۶۰ بعد از انتخاب آبراهام لینکلن، بارتو به اتحادیه (جنگ داخلی آمریکا) پشت پا زد تا از حقوق تجزیه‌طلبی ایالات دفاع کند.

## یادبود

### میدان نبرد ماناساس
پس از جنگ، در محل تقریبی کشته شدن بارتو، سربازان مجمع، نشان اختصاصی ساخته شده از سنگ برپا کردند (در ساوانا منقوش شده بود) که سخنان پایانی او بر آن حک شده بود: «خدای من، آنها مرا از میان برداشتند ولی هرگز این سرزمین را نخواهند گرفت». این سنگ یادبود بعدها طی یکی از یورش‌های نیروهای اتحادیه نابود شد. (امروزه، در میدان ملی جنگ، دو نشانه در همان مکان برقرار مانده‌است – یک نشان قدیمی‌تر توسط کهنه سربازان جورجیای هفتم در سال ۱۹۰۳ در آنجا قرار گرفت و دیگری نشانی از برنز بوده که در قرن بیستم نصب شد)
در ۴ سپتامبر ۱۸۶۱، نخستین بنای یادبود اختصاصی مجمع در ماناساس (بول وان) در حضور جمعیت هزار نفری به افتخار فرنسیس بارتو افتتاح شد. یک نشان هرمی شکل از سنگ مرمر که به شکل مرموزی در سال ۱۸۶۲ به سرقت رفت. در سال ۱۹۳۶، در تلاش برای ترمیم این خرابکاری، یک نشان جدید توسط اتحادیه دختران مجمع، واحد جورجیا، در همان مکان قرار گرفت. بنای یادبود جدیدی از بارتو در همان نزدیکی وجود دارد که چند فوت از بنای اصلی فاصله دارد.

### یادبود ساوانا
پس از چند سال تعویق به دلیل جنگ و عواقب آن، در روز هفتم فوریه ۱۸۹۰ شورای شهر ساوانا با نصب یک یادبود برای به رسمیت شناختن فرزندان مرز و بوم، فرنسیس بارتو و لافایت مک لاوز موافقت نمود. مجسمه‌های نیم تنهٔ برنزی آنها در سال ۱۹۰۲ رونمایی و در میدان چیپوا بر روی پایه‌های سنگی نصب شدند. تندیس بارتو رو به جنوب خیابان پری و تندیس مک لاوز رو به شمال نصب شده‌است. شورا در سال ۱۹۱۰ تصمیم به ساخت یادبود اوگلتورپ در میدان چیپوا گرفت؛ بنابراین هر دو تندیس را به یادبود مجمع در پارک فورسایت منتقل نمودند.
بارتو در آرامگاه لورل گرو در ساوانا به خاک سپرده شده‌است.

### هم‌نام‌های بارتو
- شهرستان بارتو، جورجیا[۱]
- بارتو، جورجیا
- بارتو، فلوریدا
- بارتو، ویرجینیای غربی[۲]
- مدرسه ابتدایی بارتو، مدرسه‌ای در ساوانا که در سال ۱۹۶۳ افتتاح شد. نام مدرسه به یاد یکی از اعضای هیئت مدیره مدرسه، اوتیس جی براک، در سال ۲۰۱۰ تغییر یافت.
- در سال ۱۹۶۸، در بارتو، فلوریدا، مؤسسه سامرلین که در گذشته به‌طور کامل مربوط به افراد سفیدپوست بود، با آکادمی اتحادیه که متعلق به سیاه‌پوستان بود، ادغام شد و پس از آن مدرسه به عنوان دبیرستان بارتو شناخته شد. آکادمی اتحادیه سابق به یک مدرسه راهنمایی یک‌پارچه تبدیل شد.
- اس اس فرنسیس اس بارتو - کشتی لیبرتی شمارهٔ ۲۴۴۷
- خانه‌های فرنسیس بارتو- یک مجتمع مسکونی در ساوانا، جورجیا که دقیقاً جلوی مدرسهٔ نام برده واقع شده بود.